# Liste der Auslandsreisen von Bundesaußenministerin Annalena Baerbock
Die Liste der Auslandsreisen von Bundesaußenministerin Annalena Baerbock enthält alle offiziellen Auslandsreisen, die diese während ihrer Amtszeit vom 8. Dezember 2021 bis zum 6. Mai 2025 durchgeführt hat.

## Liste der Auslandsbesuche

### 2021
| Datum                   | Ort                                 | Hauptgrund und Vor-Ort-Termine | Bild |
| ----------------------- | ----------------------------------- | --- | ---- |
| 09.12.2021              | Paris ( Frankreich)                 | Antrittsbesuch, Gespräch mit ihrem französischen Amtskollegen Jean-Yves Le Drian |      |
| 09.12.2021              | Brüssel ( Belgien)                  | Antrittsbesuch, Gespräche mit dem Hohen Vertreter der EU für Außen- und Sicherheitspolitik, Josep Borrell sowie mit dem NATO-Generalsekretär Jens Stoltenberg                                               |      |
| 10.12.2021              | Warschau ( Polen)                   | Antrittsbesuch, Gespräch mit ihrem polnischen Amtskollegen Zbigniew Rau; Kranzniederlegung am Grab des unbekannten Soldaten; Gespräch mit dem Beauftragten für Bürgerrechte und Ombudsperson, Marcin Wiącek |      |
| 11.12.2021 – 12.12.2021 | Liverpool ( Vereinigtes Königreich) | Treffen der G7-Außenministerinnen- und minister |      |
| 12.12.2021              | Brüssel ( Belgien)                  | Monatliches Treffen der EU-Außenministerinnen- und minister (Rat der Außenbeziehungen) |      |
| 14.12.2021              | Stockholm ( Schweden)               | 5. Ministertreffen der Stockholminitiative zur Reduzierung nuklearer Risiken |      |

### 2022
| Datum                   | Ort                                    | Hauptgrund und Vor-Ort-Termine | Bild |
| ----------------------- | -------------------------------------- | --- | ---- |
| 05.01.2022              | Washington, D.C. ( Vereinigte Staaten) | Antrittsbesuch, Gespräch mit US-Außenminister Antony Blinken zur Lage an der ukrainischen Grenze, den anstehenden bi- und multilateralen Dialogformaten mit Russland, den JCPoA-Verhandlungen mit Iran sowie über die Zusammenarbeit in der NATO; Gespräch mit der Sprecherin des US-Repräsentantenhauses Nancy Pelosi |      |
| 10.01.2022              | Rom ( Italien)                         | Antrittsbesuch, Gespräche mit dem italienische Außenminister Luigi di Maio zur Europapolitik und den deutsch-italienischen Beziehungen |      |
| 13.01.2022              | Brest ( Frankreich)                    | Informelles Treffen der EU-Außenministerinnen und Außenminister in Brest zur Sicherheitslage in Osteuropa und den Beziehungen zwischen EU und China |      |
| 17.01.2022              | Kiew ( Ukraine)                        | Antrittsbesuch, Gespräche mit ihrem ukrainischen Amtskollegen Dmytro Kuleba und Staatspräsident Wolodymyr Selenskyj insbesondere zur Situation wegen des russischen Truppenaufmarsch an der Grenze zur Ukraine; Gespräche mit Vertretern der OSZE-Beobachtungsmission SMM zur Waffenstillstandsvereinbarung in der Ostukraine                                                                                                |      |
| 17.01.2022 – 18.01.2022 | Moskau ( Russland)                     | Antrittsbesuch, Gespräch mit ihrem russischen Amtskollegen Sergei Lawrow zum russischen Truppenaufmarsch an der Grenze zur Ukraine und zu diversen Themen der deutsch-russischen Beziehungen |      |
| 24.01.2022              | Brüssel ( Belgien)                     | Monatliches Treffen der EU-Außenministerinnen und Außenminister (Rat der Außenbeziehungen) |      |
| 07.02.2022 – 08.02.2022 | Kiew, Schyrokyne ( Ukraine)            | Gespräche mit Premierminister Schmyhal und Außenminister Kuleba zur Wiederbelebung des Normandie-Formats und zur Situation wegen des russischen Truppenaufmarschs an der Grenze zur Ukraine; anschließend Fahrt an die russisch-ukrainische Kontaktlinie im Donbass; Besuch der Holodomor-Gedenkstätte |      |
| 10.02.2022              | Yad Vashem, Jerusalem ( Israel)        | Antrittsbesuch, Kranzniederlegung in der Holocaust-Gedenkstätte Yad Vashem; Gespräch mit ihrem israelischen Amtskollegen Yair Lapid |      |
| 10.02.2022              | Ramallah ( Palästina)                  | Antrittsbesuch, Gespräche mit Präsident Abbas und Außenminister al-Maliki |      |
| 11.02.2022              | Amman, Talbieh ( Jordanien)            | Antrittsbesuch, Gespräch mit ihrem Amtskollegen Safadi; in Talbieh Besuch einer Flüchtlingssiedlung des Hilfswerks der Vereinten Nationen für Palästina-Flüchtlinge im Nahen Osten (UNRWA). |      |
| 12.02.2022              | Kairo ( Ägypten)                       | Antrittsbesuch, Gespräch mit dem ägyptischen Außenminister Shoukri |      |
| 15.02.2022              | Madrid ( Spanien)                      | Antrittsbesuch, Gespräch mit ihrem spanischen Amtskollegen José Manuel Albares; Gespräch mit Staatsanwältinnen der Sonderstaatsanwaltschaft für Gewalt gegen Frauen |      |
| 21.02.2022              | Brüssel ( Belgien)                     | Monatliches Treffen der EU-Außenministerinnen und -Außenminister (Rat der Außenbeziehungen), vor allem zum befürchteten russischen Überfall auf die Ukraine |      |
| 21.02.2022              | Paris ( Frankreich)                    | Pressestatement in der Deutschen Botschaft in Paris zur kurz zuvor erfolgten Anerkennung der selbsternannten Volksrepubliken Luhansk und Donezk durch den russischen Präsidenten Wladimir Putin |      |
| 25.02.2022              | Brüssel ( Belgien)                     | Sondertreffen der EU-Außenministerinnen und -Außenminister zum russischen Überfall/Angriffskrieg gegen die Ukraine |      |
| 01.03.2022              | Łódź ( Polen)                          | Sondertreffen von Bundesaußenministerin Baerbock mit ihrem französischen Amtskollegen Le Drian und ihrem polnischen Amtskollegen Rau zum russischen Überfall/Angriffskrieg gegen die Ukraine |      |
| 02.03.2022              | New York ( Vereinigte Staaten)         | Rede vor der Generalversammlung der Vereinten Nationen in der Notstands-Sondersitzung zum russischen Überfall/Angriffskrieg gegen die Ukraine |      |
| 04.03.2022              | Brüssel ( Belgien)                     | Treffen der 30 NATO-Außenministerinnen und Außenminister im NATO-Hauptquartier; Sondertreffen der EU-Außenministerinnen und Außenminister |      |
| 10.03.2022              | Sarajevo ( Bosnien und Herzegowina)    | Antrittsbesuch, Gespräche mit ihrer Amtskollegin Bisera Turković, dem Hohen Repräsentanten für Bosnien und Herzegowina, Christian Schmidt und Vertreterinnen der Nichtregierungsorganisation „Mütter von Srebrenica“ |      |
| 10.03.2022 – 11.03.2022 | Pristina, Mitrovica ( Kosovo)          | Antrittsbesuch, Gespräch mit Premier Albin Kurti; Gespräche mit den Bürgermeistern der geteilten Stadt Mitrovica, Einweihung eines Windparks mit deutscher Beteiligung |      |
| 11.03.2022              | Belgrad ( Serbien)                     | Antrittsbesuch, Gespräch mit Präsident Aleksandar Vucic insbesondere zum russischen Überfall auf die Ukraine |      |
| 12.03.2022              | Chișinău ( Moldau)                     | Antrittsbesuch, Gespräch mit ihrem moldauischen Amtskollegen Nicu Popescu u. a. über eine Luftbrücke für ukrainische Flüchtlinge, finanzielle Hilfen und einen Beitritt Moldaus in die EU |      |
| 08.04.2022              | Mauren ( Liechtenstein)                | Treffen der deutschsprachigen Außenministerinnen und Außenminister |      |
| 12.04.2022 – 13.04.2022 | Gao ( Mali)                            | Besuch der etwa 1100 Bundeswehrsoldaten der UN-Stabilisierungsmission Minusma im Camp Castor |      |
| 14.04.2022 – 15.04.2022 | Niamey, Ouallam ( Niger)               | Antrittsbesuch, Gespräche mit der Staatschef Mohamed Bazoum u. a. zu den Themen Klimawandel, Entwicklungshilfe und Krieg in der Ukraine; Vortrag in der Abdou-Moumouni-Universität vor 140 Studentinnen und Studenten aus 15 afrikanischen Staaten zum Klimawandel; Ortsbesuch in Ouallam, dort Besichtigung eines Landwirtschaftsprojekts und Besuch einer Schulklasse in einer Flüchtlingssiedlung der UNHCR               |      |
| 20.04.2022              | Riga ( Lettland)                       | Antrittsbesuch, Gespräche mit Außenminister Edgars Rinkēvičs und dem Ministerpräsidenten Krišjānis Kariņš, Teilnahme am Außenministertreffen der baltischen Staaten vor allem zum Krieg in der Ukraine und der Sicherheitslage für die baltischen Staaten |      |
| 21.04.2022              | Tallin ( Estland)                      | Antrittsbesuch, Gespräche mit ihrer Amtskollegin Eva-Maria Liimets und der Premierministerin Kaja Kallas; Besuch des Saksa Gümnaasiums (deutsche Partnerschule), Besuch des Denkmals für die Opfer des Kommunismus |      |
| 22.04.2022              | Vilnius, Rukla ( Litauen)              | Antrittsbesuch, Gespräche mit Litauens Staatspräsident Gitanas Nausėda und ihrem Amtskollegen Gabrielius Landsbergis; Besuch der von Deutschland geführten NATO-Battlegroup Enhanced Forward Presence in Rukla |      |
| 10.05.2022              | Butscha, Irpin, Kiew ( Ukraine)        | Besuch der von der Ukraine bei der Schlacht um Kiew (2022) befreiten Orte Butscha und Irpin, in denen mutmaßliche Kriegsverbrechen während der russischen Besatzung verübt wurden; Gespräche mit Präsident Selenskyj und Außenminister Kuleba u. a. zu Waffenlieferungen und humanitärer Hilfe für die Ukraine, der militärischen Lage sowie zu russischen Kriegsverbrechen; Wiedereröffnung der deutschen Botschaft in Kiew |      |
| 16.05.2022              | Brüssel ( Belgien)                     | Monatliches Treffen der EU-Außenministerinnen und -Außenminister (Rat der Außenbeziehungen) |      |
| 19.05.2022              | New York ( Vereinigte Staaten)         | Teilnahme am von US-Außenminister Antony Blinken einberufenen Außenminsitertreffen bei den Vereinten Nationen zum Lebensmittelexport aus der Ukraine und der drohenden Hungerkrise durch Russlands Blockade bei der Ausfuhr von Getreide |      |
| 30.06.2022              | Madrid ( Spanien)                      | NATO-Gipfel, Beschluss des neuen Strategischen Konzepts insbesondere im Hinblick auf die Bedrohung durch Russland |      |
| 07.07.2022 – 08.07.2022 | Bali ( Indonesien)                     | G20-Außenministertreffen auf Bali insbesondere zu den Themen „Stärkung des Multilateralismus“ und „globale Ernährungs- und Energiekrise“; Gespräche mit diversen Amtskollegen |      |
| 09.07.2022              | Ngkesill, Ngerulmud ( Palau)           | Antrittsbesuch, Besuch des vom steigenden Meeresspiegel bedrohten Insel-Archipel, Gespräche mit diversen Regierungsmitgliedern und Organisationen, Rede vor Bewohnern der Insel, Ernennung der Diplomatin Beate Grzeski zur Sondergesandten für die pazifischen Inselstaaten |      |
| 10.07.2022 – 11.07.2022 | Nagasaki, Tokyo ( Japan)               | Antrittsbesuch, Besuch in Nagasaki angesichts des Atombombenabwurfs auf die Stadt 1945; Gespräch mit ihrem japanischen Amtskollegen Yoshimasa Hayashi zu diversen Themen |      |
| 15.07.2022              | Bukarest ( Rumänien)                   | Antrittsbesuch, Teilnahme an der zweiten Unterstützungskonferenz für Moldau |      |
| 25.07.2022              | Prag, Lidice ( Tschechien)             | Antrittsbesuch, Gespräch mit ihrem tschechischen Amtskollegen Jan Lipavský; Besuch der Gedenkstätte Lidice |      |
| 25.07.2022              | Bratislava ( Slowakei)                 | Antrittsbesuch, Gespräch mit ihrem slowakischen Amtskollegen Ivan Korčok, Vereinbarung des „Aktionsplans 2022–2024“; Besuch der slowakischen Integrationsinitiative „Sme Spolu“ |      |
| 29.07.2022              | Athen ( Griechenland)                  | Antrittsbesuch, Gespräch mit ihrem Amtskollegen Nikos Dendias insbesondere zur angespannten Situation mit der Türkei; Blumenniederlegung am Athener Holocaust-Mahnmal |      |
| 29.07.2022 – 30.07.2022 | Ankara ( Türkei)                       | Antrittsbesuch, Gespräch mit ihrem Amtskollegen Mevlüt Çavuşoğlu insbesondere zur angespannten Situation mit Griechenland; Besuch des Atatürk-Mausoleums in Ankara, Gespräche mit Vertreterinnen und Vertretern aus der Zivilgesellschaft und aus der politischen Opposition treffen, Besuche bei einem Gemeindezentrum für Geflüchtete und der Stiftung für Frauensolidarität                                               |      |
| 01.08.2022 – 02.08.2022 | New York City ( Vereinigte Staaten)    | Teilnahme an der Überprüfungskonferenz zum Nuklearen Nichtverbreitungsvertrag in New York City, Treffen mit UN-Generalsekretär António Guterres und dem Generaldirektor der Internationalen Atomenergie-Organisation Rafael Grossi, Treffen mit schwedischer Amtskollegin Ann Linde im Rahmen der Stockholm-Initiative, Rede an der New School                                                                               |      |
| 02.08.2022 – 03.08.2022 | Montreal ( Kanada)                     | Antrittsbesuch, Treffen mit kanadischer Außenministerin Mélanie Joly, Besuch eines durch die Stadt Montreal geförderten Integrationsprojekts für Migrantinnen und geflüchtete Frauen |      |
| 25.08.2022              | Rabat, Agadir ( Marokko)               | Antrittsbesuch, Gespräch mit ihrem Amtskollegen Nasser Bourita insbesondere zu einer Vertiefung der Partnerschaft beider Länder u. a. bei Energie- und Klimapolitik sowie Sicherheitspolitik und Terrorismusbekämpfung; Besuch eines Ausbildungsprogramms für Frauen in einem IT-Startup in Agadir |      |
| 26.08.2022              | Kopenhagen ( Dänemark)                 | Antrittsbesuch, Gespräch mit ihrem dänischem Amtskollegen Jeppe Kofod zu diversen Themen, Unterzeichnung eines 13-Seitigen Aktionsplan zur Energiewende |      |
| 30.08.2022 – 31.08.2022 | Prag ( Tschechien)                     | EU-Außenministertreffen in Prag (sog. „Gymnich-Treffen“), insbesondere zum Krieg in der Ukraine und den Beziehungen zu den afrikanischen Staaten; Gemeinsames Mittagsessen mit den Außenministern der Ukraine, Georgiens und der Republik Moldau; Teilnahme an einer Podiumsdiskussion zur Ukraine des Forums 2000 |      |
| 11.09.2022              | Kiew ( Ukraine)                        | Gespräch mit ihrem ukrainischen Amtskollegen Dmytro Kuleba, Zusicherung der Lieferung von Mehrfachraketenwerfern, Panzerhaubitzen und Flakpanzern vom Typ Gepard sowie von Geräten zum Wiederaufbau |      |
| 20.09.2022 – 21.09.2022 | New York ( Vereinigte Staaten)         | Teilnahme an der 77. Generalversammlung der Vereinten Nationen |      |
| 03.10.2022 – 04.10.2022 | Warschau ( Polen)                      | Teilnahme an den Feierlichkeiten zum Tag der Deutschen Einheit in Warschau; Gespräch mit ihrem polnischen Amtskollegen Zbigniew Rau insbesondere zur weiteren Unterstützung der Ukraine; Teilnahme an der Paneldiskussion des Warschauer Sicherheitsforums mit dem Titel „United We Stand, Divided We Fall. Europe’s response to the War in Ukraine“                                                                         |      |
| 17.10.2022              | Luxemburg ( Luxemburg)                 | Monatliches Treffen der EU-Außenministerinnen und -Außenminister (Rat der Außenbeziehungen) |      |
| 31.10.2022              | Astana ( Kasachstan)                   | Antrittsbesuch, Gespräch mit dem kasachischen Außenminister Muchtar Tleuberdi und Ministerpräsident Alichan Smajylow; Kranzniederlegung an der Gedenkstätte für Häftlinge des ehemaligen sowjetischen Frauengefängnisses Alzhir |      |
| 31.10.2022 – 01.11.2022 | Taschkent ( Usbekistan)                | Antrittsbesuch, Gespräche mit ihrem Gespräch mit ihrem usbekischen Amtskollegen Wladimir Norow und Präsident Shawkat Mirzijojew; Besuch einer Bergbauanlage |      |
| 14.11.2022              | Brüssel ( Belgien)                     | Monatliches Treffen der EU-Außenministerinnen und -Außenminister (Rat der Außenbeziehungen) |      |
| 16.11.2022 – 20.11.2022 | Scharm-el-Scheich ( Ägypten)           | Teilnahme an der 27. UN-Weltklimakonferenz |      |
| 20.11.2022 – 21.11.2022 | Paris ( Frankreich)                    | Gespräch mit ihrer französischen Amtskollegin Catherine Colonna; Teilnahme an der dritten Unterstützungskonferenz für Moldau |      |
| 24.11.2022              | Genf ( Schweiz)                        | Teilnahme an der Sondersitzung des UN-Menschenrechtsrat; Beschluss der von Deutschland und Island eingebrachten Resolution für eine Untersuchung des gewaltsamen Vorgehens der iranischen Führung gegen die dortige Protestbewegung |      |
| 29.11.2022 – 30.11.2022 | Bukarest ( Rumänien)                   | 5. Treffen der NATO-Außenministerinnen und Außenminister, Beratungen zur weiteren Unterstützung der Ukraine sowie zum Ausbau der Sicherheit der Allianz vor Russland, Gespräche auch mit den Außenministern von Schweden, Finnland, Georgien, Bosnien und Moldau |      |
| 01.12.2022 – 02.12.2022 | Łódź ( Polen)                          | Teilnahme am OSZE-Außenministerinnen und -Außenministertreffen in Łódź, Gespräch mit dem ODIHR (Office for democratic institutions and human rights) Direktor Matteo Mecacci |      |
| 04.12.2022 – 06.12.2022 | Neu-Delhi ( Indien)                    | Gespräch mit ihrem indischen Amtskollegen Subrahmanyam Jaishankar insbesondere zu den deutsch-indischen Beziehungen und der Klima-, Wirtschafts- und Sicherheitspolitik insbesondere im Hinblick auf Russland und China; Unterzeichnung eines Migrations- und Mobilitätsabkommen |      |
| 09.12.2022              | Dublin ( Irland)                       | Antrittsbesuch, Gespräch mit ihrem irischen Amtskollegen Simon Coveney u. a. zum Friedensprozess in Nordirland, Zusammentreffen mit Mitgliedern des Glencree Zentrums für Frieden und Versöhnung; * |      |
| 12.12.2022              | Brüssel ( Belgien)                     | Monatliches Treffen der EU-Außenministerinnen und -Außenminister (Rat der Außenbeziehungen) |      |
| 12.12.2022 – 13.12.2022 | Paris ( Frankreich)                    | Teilnahme an der vom französischen Präsidenten Macron und dem ukrainischen Präsidenten Selenskyj ausgerichteten Konferenz “Standing with the Ukrainian People” |      |
| 18.12.2022 – 20.12.2022 | Abuja ( Nigeria)                       | Rückgabe von während der deutschen Kolonialzeit geplünderter Kunst, darunter 20 Benin-Bronzen; Gespräch zu Fragen regionaler Sicherheit, Besichtigung eines Projekts zum Wiederaufbau mehrerer von Dschihadisten zerstörten Dörfer |      |

*Eine anschließend geplante Weiterreise nach London, wo Baerbock ihren britischen Amtskollegen James Cleverly treffen sollte, kam aufgrund eines Wintereinbruchs nicht zustande.

### 2023
| Datum                   | Ort                                                                                   | Hauptgrund und Vor-Ort-Termine | Bild |
| ----------------------- | ------------------------------------------------------------------------------------- | --- | ---- |
| 03.01.2023 – 04.01.2023 | Lissabon ( Portugal)                                                                  | Antrittsbesuch, Treffen mit ihrem portugiesischen Kollegen João Gomes Cravinho, Teilnahme an der portugiesischen Botschafterkonferenz; Besuch des Ehrengrabs von Aristides de Sousa Mendes; Treffen mit Vertretern des Fundaçao Oceano Azul zum Schutz der Meere |      |
| 05.01.2023              | London ( Vereinigtes Königreich)                                                      | Antrittsbesuch (nachgeholt, siehe *), Treffen mit ihrem britischen Amtskollegen Cleverly zum sogenannten „Strategischen Dialog“ zwischen beiden Ländern |      |
| 10.01.2023              | Charkiw ( Ukraine)                                                                    | Besuch der ostukrainischen Stadt Charkiw nur 40 Kilometer von der russischen Grenze entfernt zusammen mit ihrem ukrainischen Amtskollegen Dmytro Kuleba als erstes ausländisches Regierungsmitglied seit Kriegsbeginn, Zusage weiterer Unterstützung für die Ukraine |      |
| 12.01.2023 – 13.01.2023 | Addis Abeba ( Äthiopien)                                                              | Gemeinsame Reise mit ihrer französischen Amtskollegin Catherine Colonna; Gespräche mit Premierminister Abiy Ahmed, Außenminister Demeke Mekonnen, Justizminister Gedion Timotheos und der Präsidentin des Landes Sahle-Work Zewde insbesondere zu den Themen Tigray-Konflikt, Menschenrechte und wirtschaftliche Entwicklung; Besuch einer Weizen-Lagerhalle des UN-Welternährungsprogramms; Treffen mit dem Vorsitzenden der Kommission der Afrikanischen Union Moussa Faki |      |
| 16.01.2023              | Den Haag ( Niederlande)                                                               | Gespräch mit ihrem Amtskollegen Wopke Hoekstra; Rede in der Haager Akademie für Völkerrecht; Gespräche mit dem Präsidenten des Internationalen Strafgerichtshof Piotr Hofmański und mit Chefankläger Karim Khan insbesondere zu russischen Kriegsverbrechen in der Ukraine |      |
| 22.01.2023              | Paris ( Frankreich)                                                                   | Feierlichkeiten zu 60 Jahre Élysée-Vertrag |      |
| 23.01.2023              | Brüssel ( Belgien)                                                                    | Monatliches Treffen der EU-Außenministerinnen und -Außenminister (Rat der Außenbeziehungen) |      |
| 24.01.2023              | Straßburg ( Frankreich)                                                               | Besuch des Europäischen Gerichtshofs für Menschenrecht und des Europarats mit Rede vor der Parlamentarischen Versammlung des Europarats. |      |
| 13.02.2023 – 14.02.2023 | Helsinki ( Finnland)                                                                  | Gespräch mit dem finnischen Außenminister Pekka Haavisto und Präsident Sauli Niinistö insbesondere zur Sicherheitspolitik und den geplanten NATO-Beitritt; Besuch einer unterirdischen Zivilschutzanlage |      |
| 14.02.2023              | Stockholm ( Schweden)                                                                 | Gespräch mit dem schwedischen Außenminister Tobias Billström insbesondere zur Sicherheitspolitik und den geplanten NATO-Beitritt |      |
| 20.02.2023              | Brüssel ( Belgien)                                                                    | Monatliches Treffen der EU-Außenministerinnen und -Außenminister (Rat der Außenbeziehungen) |      |
| 21.02.2023              | Gaziantep, Pazarcik ( Türkei)                                                         | Gemeinsame Reise mit Bundesinnenministerin Nancy Faeser aufgrund der Erdbebenkatastrophe in der türkisch-syrischen Grenzregion, Zusage von Hilfen in Höhe von 105 Millionen Euro, Übergabe von weiteren Hilfsgütern |      |
| 23.02.2023 – 26.02.2023 | New York ( Vereinigte Staaten)                                                        | Rede vor der Generalversammlung der Vereinten Nationen anlässlich verschiedener UN-Resolutionen in Bezug auf den russischen Überfall auf die Ukraine; Teilnahme an verschiedenen Treffen im Rahmen der Vereinten Nationen, darunter Teilnahme an Sitzung des UN-Sicherheitsrats |      |
| 27.02.2023              | Genf ( Schweiz)                                                                       | Rede vor dem UN-Menschenrechtsrat |      |
| 02.03.2023              | Neu-Delhi ( Indien)                                                                   | Treffen der Außenministerinnen und -minister der G20-Staaten insbesondere zu den Themen globale Auswirkungen von Russlands Angriffskrieg gegen die Ukraine, Klima und globale Nahrungsmittel- und Energiesicherheit |      |
| 07.03.2023 – 10.03.2023 | Bagdad, Dohuk ( Irak)                                                                 | Gespräche mit Premierminister Mohammed Shia' al-Sudani und Außenminister Fuad Hussein unter anderem über die deutsch-irakische Zusammenarbeit und die deutsche Unterstützung für die Stabilitätsbemühungen Iraks sowie die angespannte Sicherheits- und Menschenrechtslage; Besuch eines Flüchtlingslagers für Binnenvertriebene |      |
| 18.03.2023              | Tokyo ( Japan)                                                                        | Gemeinsame deutsch-japanische Regierungskonsultation |      |
| 20.03.2023              | Brüssel ( Belgien)                                                                    | Monatliches Treffen der EU-Außenministerinnen und -Außenminister (Rat der Außenbeziehungen) |      |
| 23.03.2023              | Skopje ( Nordmazedonien)                                                              | Gespräche mit unter anderem mit Präsident Stevo Pendarovski, Premierminister Dimitar Kovačevski und Außenminister Bujar Osmani zum geplanten EU-Beitritt Nordmazedoniens |      |
| 24.03.2023              | Tiflis ( Georgien)                                                                    | Gespräche mit unter anderem mit Präsidentin Salome Surabischwili, Premierminister Irakli Gharibaschwili und Außenminister Ilia Dartschiaschwili zum geplanten EU-Beitritt Georgiens |      |
| 27.03.2023              | Rotterdam ( Niederlande)                                                              | Gemeinsame deutsch-niederländische Regierungskonsultation |      |
| 04.04.2023 – 05.04.2023 | Brüssel ( Belgien)                                                                    | NATO-Beitritt Finnlands, Feierlichkeiten zu 74 Jahre NATO; Gespräche zu den Schwerpunkten Ukraine und Asien-Pazifik |      |
| 13.04.2023 – 15.04.2023 | Peking, Tianjin ( Volksrepublik China)                                                | Gespräche mit ihren chinesischen Amtskollegen Qin Gang, Wang Yi sowie Premierminister Li Qiang, Besuch von deutschen Unternehmen in China |      |
| 15.04.2023 – 16.04.2023 | Seoul ( Südkorea)                                                                     | Gespräch mit ihrem südkoreanischen Amtskollegen Pak Jin im Rahmen des strategischen Dialogs, Besuch der demilitarisierten Zone zwischen Süd- und Nordkorea |      |
| 16.04.2023 – 18.04.2023 | Karuizawa, Tokyo ( Japan)                                                             | G7-Außenministertreffen |      |
| 27.04.2023              | Salzburg ( Österreich)                                                                | Treffen der Außenministerinnen und Außenminister aus Deutschland, Österreich, Luxemburg, Liechtenstein und der Schweiz zum gemeinsamen Austausch |      |
| 09.05.2023 – 10.05.2023 | Paris ( Frankreich)                                                                   | Reise anlässlich des Europatags, Gespräche mit ihrer französischen Amtskollegin Colonna und Präsident Macron |      |
| 12.05.2023              | Stockholm ( Schweden)                                                                 | Treffen der EU-Außenministerinnen und -Außenminister beim sogenannten Gymnich-Treffen |      |
| 15.05.2023 – 16.05.2023 | Dschidda ( Saudi-Arabien)                                                             | Gespräch mit dem Außenminister Saudi-Arabiens Prinz Faisal bin Farhan Al Saud; Gespräch mit dem jemenitischen Außenminister Ahmed Awadh bin Mubarak und dem Koordinator für humanitäre Hilfe in Jemen David Gressly |      |
| 17.05.2023 – 18.05.2023 | Doha ( Katar)                                                                         | Gespräch mit dem katarischen Außenminister Scheich Mohammed bin Abdulrahman Al-Thani; Gespräch mit Vertreterinnen und Vertretern der Internationalen Arbeitsorganisation der Vereinten Nation zum Thema Arbeitnehmerrechte in Katar |      |
| 22.05.2023              | Brüssel ( Belgien)                                                                    | Monatliches Treffen der EU-Außenministerinnen und -Außenminister (Rat der Außenbeziehungen) |      |
| 31.05.2023 – 01.06.2023 | Oslo ( Norwegen)                                                                      | Treffen der NATO-Außenministerinnen und -Außenminister |      |
| 05.06.2023 – 07.06.2023 | Brasília, São Paulo, Belém ( Brasilien)                                               | Gespräch mit Umweltministerin Marina Silva, Besuch im Amazonas-Regenwald |      |
| 08.06.2023              | Cali ( Kolumbien)                                                                     | Gespräch mit Vizepräsidentin Francia Marquez |      |
| 09.06.2023              | Panama-Stadt ( Panama)                                                                | Gespräch mit der panamaischen Außenministerin Janaina Tewaney |      |
| 21.06.2023              | London ( Vereinigtes Königreich)                                                      | Teilnahme an der Ukraine-Wiederaufbaukonferenz (Ukraine Recovery Conference 2023) |      |
| 26.06.2023              | Luxemburg ( Luxemburg)                                                                | Sondertreffen der EU-Außenministerinnen und -Außenminister zum Aufstand der Gruppe Wagner in Russland |      |
| 26.06.2023 – 27.06.2023 | Pretoria ( Südafrika)                                                                 | Gespräche mit Präsident Cyril Ramaphosa und Außenministerin Naledi Pandor (Die für den 25.06.2023 geplante Abreise wurde aufgrund des Aufstands der Gruppe Wagner in Russland auf den 26.06.2023 verschoben) |      |
| 28.06.2023 – 30.06.2023 | Ulan Bator ( Mongolei)                                                                | Gemeinsam mit der mongolischen Außenministerin Batmunkh Battsetsegund und der französischen Außenministerin Catherine Colonna war Annalena Baerbock Gastgeberin eines Außenministerinnentreffens in Asien, unter anderem zum Thema feministische Außenpolitik; Gespräche mit der mongolischen Regierung; Besuch von Soldatinnen und Soldaten der Bundeswehr in einem mongolischen Einsatzkontingent |      |
| 07.07.2023              | Wien ( Österreich)                                                                    | Teilnahme an der OSZE-Klimakonferenz |      |
| 11.07.2023 – 12.07.2023 | Vilnius ( Litauen)                                                                    | NATO-Gipfel |      |
| 14.07.2023              | Vejprty ( Tschechien)                                                                 | Treffen mit ihrem tschechischen Amtskollegen Jan Lipavský im deutsch-tschechischen Grenzort Bärenstein/Vejprty |      |
| 17.07.2023              | New York ( Vereinigte Staaten)                                                        | Teilnahme und Rede bei der Sitzung des Sicherheitsrats der Vereinten Nationen |      |
| 20.07.2023              | Brüssel ( Belgien)                                                                    | Monatliches Treffen der EU-Außenministerinnen und -Außenminister (Rat der Außenbeziehungen) |      |
| 21.07.2023              | Lauterbourg ( Frankreich)                                                             | Treffen mit ihrer französischen Amtskollegin Catherine Colonna im Zuge von Baerbocks Sommerreise; Unterzeichnung eines deutsch-französischen Abkommens zum Ausbau der grenzüberschreitenden Berufsausbildung |      |
| 14.08.2023 – 15.08.2023 | Abu Dhabi ( Vereinigte Arabische Emirate)                                             | Gespräch mit ihrem Amtskollegen Abdullah bin Zayed Al Nahyan (Anmerkung: Der Aufenthalt in Abu Dhabi auf dem eigentlich geplanten Flug nach Australien, Neuseeland und Fidschi kam außerplanmäßig aufgrund einer Panne am Regierungsflieger zu Stande) |      |
| 30.08.2023 – 31.08.2023 | Toledo ( Spanien)                                                                     | Treffen der EU-Außenministerinnen und -Außenminister beim sogenannten Gymnich-Treffen |      |
| 11.09.2023              | Kiew ( Ukraine)                                                                       | Gespräch mit ihrem ukrainischen Kollegen Dmytro Kuleba und Präsident Wolodymyr Selenskyj |      |
| 12.09.2023 – 21.09.2023 | Austin, Houston, Wichita Falls, Washington, D.C., New York City ( Vereinigte Staaten) | Gespräch mit dem republikanischen Gouverneur von Texas Greg Abbott und dem Bürgermeister von Houston Sylvester Turner, Besuch von Unternehmen der Klimawende, Besuch des US-Luftwaffenstützpunkt in Wichita Falls und der dortigen deutsch-amerikanischen Pilotenausbildung; Besuch der Howard University, Treffen mit Kongress-Abgeordneten (darunter der republikanische Minderheitsführer im US-Senat Mitch McConnell) und mit US-Außenminister Antony Blinken in Washington, D.C.; Teilnahme an der Generalversammlung der Vereinten Nationen in New York, Rede vor dem UN-Sicherheitsrat, Treffen mit diversen Amtskollegen. |      |
| 02.10.2023              | Kiew ( Ukraine)                                                                       | Monatliches Treffen der EU-Außenministerinnen und -Außenminister (Rat der Außenbeziehungen); Besuch der Holocaust-Gedenkstätte Babyn Jar |      |
| 06.10.2023              | Tirana ( Albanien)                                                                    | Teilnahme an der Konferenz der Außenministerinnen und Außenminister im Rahmen des Berliner Prozesses mit den Ländern des westlichen Balkans |      |
| 13.10.2023              | Tel Aviv, Netivot ( Israel)                                                           | Gespräch mit ihrem Amtskollegen Eli Cohen angesichts des Angriffs der Hamas auf Israel |      |
| 13.10.2023 – 14.10.2023 | Kairo ( Ägypten)                                                                      | Gespräch mit ihrem türkischen Amtskollegen Hakan Fidan, ihrem ägyptischen Amtskollegen Samih Schukri und dem Generalsekretär der Arabischen Liga Ahmed Aboul Gheit angesichts des Angriffs der Hamas auf Israel |      |
| 16.10.2023 – 17.10.2023 | Chișinău ( Moldau)                                                                    | Teilnahme an der vierten Unterstützungskonferenz für Moldau |      |
| 19.10.2023              | Amman ( Jordanien)                                                                    | Gespräch mit ihrem Amtskollegen Ayman Safadi angesichts des Angriffs der Hamas auf Israel |      |
| 20.10.2023              | Tel Aviv ( Israel)                                                                    | Gespräch mit ihrem Amtskollegen Eli Cohen und Oppositionspolitiker Benny Gantz |      |
| 20.10.2023              | Beirut ( Libanon)                                                                     | Gespräch mit dem geschäftsführenden libanesischen Ministerpräsidenten Najib Mikati, dem geschäftsführenden libanesischen Außenminister Abdallah Bou Habib sowie dem Oberbefehlshaber der libanesischen Streitkräfte Joseph Aoun |      |
| 21.10.2023              | Kairo ( Ägypten)                                                                      | Teilnahme am Cairo Summit for Peace mit Ägyptens Staatschef Abdel Fattah al-Sisi, Palästinenser-Präsident Mahmud Abbas, Jordaniens König Abdullah II., dem Emir von Katar Tamim bin Hamad Al Thani, UN-Generalsekretär António Guterres und weiteren europäischen Vertretern angesichts der Lage im Nahen Osten |      |
| 23.10.2023              | Luxemburg ( Luxemburg)                                                                | Treffen der EU-Außenministerinnen und -Außenminister zur Lage im Nahen Osten |      |
| 24.10.2023              | New York City ( Vereinigte Staaten)                                                   | Teilnahme an der Sitzung des UN-Sicherheitsrats zur Lage im Nahen Osten |      |
| 03.11.2023 – 04.11.2023 | Jerewan ( Armenien)                                                                   | Gespräch mit ihrem armenischen Amtskollegen Ararat Mirsojan, Besuch der zivilen europäischen Beobachtungsmission in Armenien (EUMA), Besuch eines Aufnahmezentrums für aus Bergkarabach geflohene Menschen |      |
| 04.11.2023              | Baku ( Aserbaidschan)                                                                 | Gespräche mit ihren Amtskollegen Jeyhun Bayramov, mit Vertreterinnen und Vertretern der aserbaidschanischen Zivilgesellschaft und der UNO-Koordinatorin in Aserbaidschan |      |
| 07.11.2023 – 08.11.2023 | Tokyo ( Japan)                                                                        | Treffen der G7-Außenministerinnen und -Außenminister |      |
| 10.11.2023              | Abu Dhabi ( Vereinigte Arabische Emirate)                                             | Treffen mit dem Außenminister der Vereinigten Arabischen Emirate Abdullah bin Zayed Al Nahyan zur Lage im Nahen Osten |      |
| 10.11.2023 – 11.11.2023 | Riad ( Saudi-Arabien)                                                                 | Treffen mit dem Ministerpräsidenten und Außenminister von Katar Mohammed bin Abdulrahman Al Thani sowie dem saudischen Außenminister Faisal bin Farhan Al Saud zur Lage im Nahen |      |
| 11.11.2023              | Ramallah ( Palästina)                                                                 | Treffen mit dem palästinensischen Ministerpräsidenten Mohammed Schtaje zur Lage im Nahen Osten |      |
| 11.11.2023              | Tel Aviv ( Israel)                                                                    | Treffen mit dem israelischen Außenminister Eli Cohen zur Lage im Nahen Osten |      |
| 13.11.2023              | Brüssel ( Belgien)                                                                    | Monatliches Treffen der EU-Außenministerinnen und -Außenminister (Rat der Außenbeziehungen) |      |
| 28.11.2023 – 29.11.2023 | Brüssel ( Belgien)                                                                    | Treffen der NATO-Außenministerinnen und -Außenminister |      |
| 30.11.2023              | Skopje ( Nordmazedonien)                                                              | OSZE-Ministertreffen |      |
| 04.12.2023              | Ljubljana ( Slowenien)                                                                | Treffen mit ihrer Amtskollegin Tanja Fajon |      |
| 08.12.2023 – 13.12.2023 | Dubai ( Vereinigte Arabische Emirate)                                                 | Teilnahme an der 28. UN-Weltklimakonferenz |      |
| 17.12.2023 – 19.12.2023 | Kigali ( Ruanda)                                                                      | Eröffnung der ersten mRNA-Impfstoff-Fabrik von Biontech in Afrika, Treffen mit ihrem Amtskollegen Vincent Biruta, Besuch der Genozid-Gedenkstätte in Kigali |      |

### 2024
| Datum                   | Ort                                    | Hauptgrund und Vor-Ort-Termine | Bild |
| ----------------------- | -------------------------------------- | --- | ---- |
| 07.01.2024 – 08.01.2024 | Jerusalem ( Israel)                    | Treffen mit dem israelischen Präsidenten Israels Jitzchak Herzog und dem neuen Außenminister Israel Katz zur Lage im Nahen Osten |      |
| 08.01.2024              | Ramallah ( Palästina)                  | Treffen mit dem Präsidenten der palästinensischen Autonomiebehörde Mahmud Abbas und dem palästinensischen Außenminister Riad al-Maliki zur Lage im Nahen Osten, Besuch eines palästinensischen Dorfes im Westjordanland                                                                                         |      |
| 09.01.2024              | Al-Arisch, Rafah ( Ägypten)            | Treffen mit Außenminister Samih Schukri zur Lage im Nahen Osten, Übergabe von 10 Tonnen Hilfsgütern, Besuch des Grenzübergangs zum Gazastreifen in Rafah |      |
| 10.01.2024              | Beirut ( Libanon)                      | Treffen mit dem libanesischen Ministerpräsidenten Najib Mikatim, dem geschäftsführenden Außenminister Abdallah Bou Habib und dem Kommandeur der libanesischen Streitkräfte, General Joseph Aoun |      |
| 11.01.2024              | Manila ( Philippinen)                  | Treffen mit Präsident Ferdinand Marcos Jr. und Außenminister Enrique Manalo insbesondere zu den chinesischen Aggressionen im Südchinesischen Meer; Besuch eines Schiffes der philippinischen Küstenwache; Treffen mit der Friedensnobelpreisträgerin Maria Ressa und der Juristin und Politikerin Leila De Lima |      |
| 12.01.2024              | Kuala Lumpur ( Malaysia)               | Treffen mit Ministerpräsident Anwar Ibrahim und Außenminister Mohamad Hasan, insbesondere auch zur Lage im Nahen Osten |      |
| 12.01.2024              | Singapur ( Singapur)                   | Treffen mit Außenminister Vivian Balakrishnan |      |
| 16.01.2024              | Davos ( Schweiz)                       | Teilnahme am Weltwirtschaftsforum |      |
| 22.01.2024              | Brüssel ( Belgien)                     | Monatliches Treffen der EU-Außenministerinnen und -Außenminister (Rat der Außenbeziehungen) |      |
| 24.01.2024 – 25.01.2024 | Dschidda ( Saudi-Arabien)              | Außerplanmäßige Zwischenlandung auf dem Weg nach Ostafrika |      |
| 25.01.2024 – 26.01.2024 | Nairobi, Sagana ( Kenia)               | Treffen mit Präsident William Ruto auf dessen Landsitz in Sagana, Gespräche insbesondere zur Lage im Sudan-Konflikt |      |
| 26.01.2024              | Juba, Gorom ( Südsudan)                | Treffen mit dem südsudanischen Präsidenten Salva Kiir Mayardit und dessen Vizepräsidenten Riek Machar, Besuch der Bundeswehrtruppen bei der UN-Blauhelmmission im Südsudan (UNMISS), Besuch einer Flüchtlingssiedlung in Gorom                                                                                  |      |
| 27.01.2024              | Amman ( Jordanien)                     | Treffen mit ihrem Amtskollegen Ayman Safadi |      |
| 12.02.2024              | La Celle-Saint-Cloud ( Frankreich)     | Treffen mit ihrem französischen Amtskollegen Stéphane Séjourné und ihrem polnischen Amtskollegen Radosław Sikorski im sogenannten Weimarer Dreieck |      |
| 14.02.2024 – 15.02.2024 | Jerusalem ( Israel)                    | Treffen mit Premierminister Benjamin Netanjahu, Außenminister Israel Katz, Staatspräsident Jitzchak Herzog und Kriegskabinettsmitglied Benny Gantz insbesondere zum geplanten israelischen Einmarsch in Rafah und dem Schutz der Zivilbevölkerung im Gazastreifen                                               |      |
| 19.02.2024              | Brüssel ( Belgien)                     | Monatliches Treffen der EU-Außenministerinnen und -Außenminister (Rat der Außenbeziehungen) |      |
| 21.02.2024 – 22.02.2024 | Rio de Janeiro ( Brasilien)            | Treffen der G20-Außenministerinnen und -minister |      |
| 23.02.2024              | New York City ( Vereinigte Staaten)    | Rede vor dem UN-Sicherheitsrat und der UN-Generalversammlung anlässlich zwei Jahre Krieg in der Ukraine; Treffen mit ihrem ukrainischen Amtskollegen Dimitri Kuleba (auf einer gemeinsamen Flugreise von New York City nach Berlin)                                                                             |      |
| 24.02.2024              | Palanca ( Moldau)                      | Gemeinsame Reise mit ihrem ukrainischen Amtskollegen Dimitri Kuleba an die ukrainisch-moldawische Grenze |      |
| 24.02.2024 – 25.02.2024 | Odessa, Mykolajiw ( Ukraine)           | Gemeinsame Reise mit ihrem ukrainischen Amtskollegen Dmytro Kuleba nach Odessa, Treffen mit dem Kommandeur der ukrainischen Seestreitkräfte, Besuch in Mykolajiw |      |
| 26.02.2024              | Genf ( Schweiz)                        | Teilnahme am UN-Menschenrechtsrat |      |
| 04.03.2024              | Podgorica ( Montenegro)                | Treffen mit Präsident Jakov Milatović, Premierminister Milojko Spajić und Außenminister Filip Ivanović zum EU-Beitrittsprozess Montenegros |      |
| 04.03.2024 – 05.03.2024 | Sarajevo ( Bosnien und Herzegowina)    | Treffen mit dem Vorsitzenden des Staatspräsidiums Denis Bećirović und den Präsidiumsmitgliedern Željka Cvijanović und Željko Komšić, dem Hohen Repräsentanten für Bosnien und Herzegowina Christian Schmidt und Außenminister Elmedin Konaković                                                                 |      |
| 05.03.2024              | Paris ( Frankreich)                    | Treffen mit ihrem französischen Amtskollegen Stéphane Séjourné |      |
| 18.03.2024              | Brüssel ( Belgien)                     | Monatliches Treffen der EU-Außenministerinnen und -Außenminister (Rat der Außenbeziehungen) |      |
| 25.03.2024              | Kairo ( Ägypten)                       | Treffen mit Außenminister Samih Schukri zur Lage im Nahen Osten |      |
| 25.03.2024              | Ramallah ( Palästina)                  | Treffen mit Palästinenserpräsident Mahmud Abbas, dem designierten Ministerpräsident Mohammad Mustafa und Außenminister Riad Malki |      |
| 26.03.2024              | Jerusalem, Kerem Schalom ( Israel)     | Treffen mit Außenminister Israel Katz, Besuch des Grenzübergangs Kerem Schalom zum Gazastreifen |      |
| 04.04.2024              | Brüssel ( Belgien)                     | Treffen der NATO-Außenministerinnen und -Außenminister anlässlich 75 Jahre NATO |      |
| 15.04.2024              | Paris ( Frankreich)                    | Teilnahme und Co-Ausrichtung der internationalen Konferenz für den Sudan und seine Nachbarländer in Paris |      |
| 16.04.2024 – 17.04.2024 | Jerusalem ( Israel)                    | Treffen mit Außenminister Israel Katz, Premierminister Benjamin Netanjahu und Benny Gantz |      |
| 17.04.2024 – 19.04.2024 | Capri ( Italien)                       | Treffen der G7-Außenministerinnen und Außenminister |      |
| 22.04.2024              | Luxemburg ( Luxemburg)                 | Monatliches Treffen der EU-Außenministerinnen und Außenminister (Rat der Außenbeziehungen) |      |
| 29.04.2024              | Riad ( Saudi-Arabien)                  | Teilnahme an einer Außenministerkonferenz zur Lage im Nahen und Mittleren Osten, Treffen mit der UN-Koordinatorin der humanitären Hilfe in Gaza Sigrid Kaag |      |
| 01.05.2024              | Słubice ( Polen)                       | Feierlichkeiten zu 20 Jahre EU-Osterweiterung an der Stadtbrücke in Frankfurt (Oder) und Słubice, Treffen mit ihrem polnischen Amtskollegen Radosław Sikorski |      |
| 02.05.2024 – 03.05.2024 | Adelaide ( Australien)                 | Treffen mit ihrer australischen Amtskollegin Penny Wong, Besuch von Institutionen |      |
| 04.05.2024 – 05.05.2024 | Auckland ( Neuseeland)                 | Treffen mit ihrem Amtskollegen Winston Peters, Besuch von Institutionen |      |
| 06.05.2024 – 07.05.2024 | Suva ( Fidschi)                        | Treffen mit Premierminister Sitiveni Rabuka, Besuch von durch den steigenden Meeresspiegel bedrohten Dörfern |      |
| 16.05.2024              | Straßburg ( Frankreich)                | 75 Jahre Europarat |      |
| 21.05.2024              | Kiew ( Ukraine)                        | Treffen mit ihrem ukrainischen Amtskollegen Dmytro Kuleba |      |
| 27.05.2024              | Brüssel ( Belgien)                     | Monatliches Treffen der EU-Außenministerinnen und Außenminister (Rat der Außenbeziehungen) |      |
| 31.05.2024              | Prag ( Tschechien)                     | Treffen der NATO-Außenministerinnen und Außenminister |      |
| 13.06.2024              | Helsinki ( Finnland)                   | Treffen der Außenministerinnen und Außenminister im Ostseerat |      |
| 24.06.2024              | Luxemburg ( Luxemburg)                 | Monatliches Treffen der EU-Außenministerinnen und Außenminister (Rat der Außenbeziehungen) |      |
| 24.06.2024              | Tel Aviv ( Israel)                     | Rede auf der Herzliya-Sicherheitskonferenz |      |
| 25.06.2024              | Ramallah ( Palästina)                  | Treffen mit dem neuen Ministerpräsidenten der Palästinensischen Autonomiebehörde Mohammed Mustafa |      |
| 25.06.2024              | Jerusalem ( Israel)                    | Treffen mit dem israelischen Außenminister Israel Katz |      |
| 25.06.2024              | Beirut ( Libanon)                      | Treffen mit Ministerpräsident Nadschib Mikati |      |
| 09.07.2024 – 11.07.2024 | Washington, D.C. ( Vereinigte Staaten) | Feierlichkeiten zu 75-Jahre NATO |      |
| 15.07.2024 – 16.07.2024 | Dakar ( Senegal)                       | Treffen mit Außenministerin Yacine Fall sowie Präsident Bassirou Diomaye Faye, Besuch des Richtfests des Neubaus des Goethe-Instituts |      |
| 16.07.2024 – 17.07.2024 | Abidjan ( Elfenbeinküste)              | Treffen mit Außenminister Kacou Houadja Léon Adom und Präsident Alassane Ouattara |      |
| 01.08.2024 – 02.08.2024 | Paris ( Frankreich)                    | Treffen mit ihrem französischen Amtskollegen Stéphane Séjourné, Besuch der olympischen Spiele in Paris |      |
| 29.08.2024              | Brüssel ( Belgien)                     | Monatliches Treffen der EU-Außenministerinnen und Außenminister (Rat der Außenbeziehungen) |      |
| 02.09.2024              | Paris ( Frankreich)                    | Besuch der paralympischen Spiele in Paris |      |
| 04.09.2024 – 05.09.2024 | Riad ( Saudi-Arabien)                  | Treffen mit Außenminister Prinz Faisal bin Farhan Al-Saud anlässlich des Krieges in Israel und Gaza seit 2023 sowie über die Angriffe der Huthi-Miliz im Jemen |      |
| 05.09.2024              | Amman ( Jordanien)                     | Treffen mit ihrem Amtskollegen Ayman Safadi zum Krieg in Israel und Gaza seit 2023 und humanitäre Hilfen für Gaza |      |
| 06.09.2024              | Tel Aviv ( Israel)                     | Gespräche mit israelischen Regierungsmitgliedern, dem israelischen Außenminister Katz und Verteidigungsminister Galant über Waffenstillstand im Krieg in Israel und Gaza und humanitärer Hilfe für den Gazastreifen, Treffen mit Angehörigen von von der Hamas verschleppten Geiseln                            |      |
| 06.09.2024              | Ramallah ( Palästina)                  | Treffen mit Premierminister Mohammad Mustafa über die Lage im Westjordanland sowie Gespräch mit Betroffenen von Siedlergewalt |      |
| 16.09.2024 – 17.09.2024 | Chișinău ( Moldau)                     | Teilnahme an der fünften Unterstützungskonferenz für Moldau |      |
| 23.09.2024 – 26.09.2024 | New York City ( Vereinigte Staaten)    | Teilnahme an und Rede bei 79. UN-Generalversammlung in New York |      |
| 23.10.2024              | Beirut ( Libanon)                      | Vermittlungsgespräche angesichts der Eskalation zwischen der Hisbollah und Israel im Libanon |      |
| 24.10.2024              | Paris ( Frankreich)                    | Teilnahme an der internationalen Konferenz zur Unterstützung der Bevölkerung und der Souveränität Libanons |      |
| 25.10.2024              | Neu-Delhi, Goa ( Indien)               | Deutsch-indische Regierungskonsultation |      |
| 04.11.2024              | Kiew ( Ukraine)                        | Treffen mit ihrem ukrainischen Amtskollegen Andrij Sybiha |      |
| 18.11.2024              | Brüssel ( Belgien)                     | Monatliches Treffen der EU-Außenministerinnen und Außenminister (Rat der Außenbeziehungen) |      |
| 19.11.2024              | Warschau ( Polen)                      | Einladung des polnischen Außenministers zu einem Treffen im Rahmen des Weimarer Dreiecks mit der designierten Hohen Vertreterin für Außen- und Sicherheitspolitik, sowie den Außenministern aus Italien und virtuell aus dem Vereinigten Königreich und Spanien                                                 |      |
| 19.11.2024              | Jerewan ( Armenien)                    | Treffen mit ihrem armenischen Amtskollegen Ararat Mirsojan |      |
| 19.11.2024 – 24.11.2024 | Baku ( Aserbaidschan)                  | Leitung der deutschen Verhandlungsdelegation bei der 29. Weltklimakonferenz (COP29), Treffen mit Regierungskritikern in Aserbaidschan |      |
| 25.11.2024 – 26.11.2023 | Fiuggi ( Italien)                      | Treffen der G7-Außenministerinnen und Außenminister |      |
| 02.12.2024              | Peking ( Volksrepublik China)          | Treffen mit ihrem chinesischen Amtskollegen Wang Yi |      |
| 03.12.2024              | Brüssel ( Belgien)                     | Treffen der NATO-Außenministerinnen und Außenminister |      |
| 04.12.2024              | Valletta ( Malta)                      | OSZE-Treffen |      |
| 20.12.2024              | Ankara ( Türkei)                       | Treffen mit ihrem türkischen Amtskollegen Hakan Fidan aufgrund der Entwicklungen in Syrien |      |

### 2025
| Datum                   | Ort                              | Hauptgrund und Vor-Ort-Termine | Bild |
| ----------------------- | -------------------------------- | --- | ---- |
| 03.01.2025              | Larnaka ( Zypern)                | Zwischenstopp auf dem Flug nach Damaskus und Zusammentreffen mit ihrem französischen Amtskollegen Jean-Noël Barrot                          |      |
| 03.01.2025              | Damaskus ( Syrien)               | Treffen mit den neuen syrischen Machthabern (zusammen mit Barrot) und Vertretern der Zivilgesellschaft                                      |      |
| 12.01.2025              | Riad ( Saudi-Arabien)            | Teilnahme an einer internationalen Konferenz zu Syrien                                                                                      |      |
| 27.01.2025              | Brüssel ( Belgien)               | Monatliches Treffen der EU-Außenministerinnen und Außenminister (Rat der Außenbeziehungen)                                                  |      |
| 12.02.2025              | Paris ( Frankreich)              | Außenministertreffen von Frankreich, Polen, Italien, Spanien, der Ukraine und Deutschland zusammen mit der EU-Außenbeauftragten Kaja Kallas |      |
| 12.03.2025 – 14.03.2025 | Charlevoix ( Kanada)             | Treffen der G7-Außenministerinnen und Außenminister                                                                                         |      |
| 17.03.2025              | Brüssel ( Belgien)               | Monatliches Treffen der EU-Außenministerinnen und Außenminister (Rat der Außenbeziehungen)                                                  |      |
| 19.03.2025              | Beirut ( Libanon)                | Treffen mit Präsident Joseph Aoun und Ministerpräsident Nawaf Salam                                                                         |      |
| 20.03.2025              | Damaskus ( Syrien)               | Treffen mit Staatsoberhaupt Ahmed al-Sharaa und Außenminister Asaad Hassan al-Shaybani                                                      |      |
| 01.04.2025              | Kiew ( Ukraine)                  | Treffen mit ihrem ukrainischen Amtskollegen Andrij Sybiha                                                                                   |      |
| 14.04.2025              | Luxemburg ( Luxemburg)           | Monatliches Treffen der EU-Außenministerinnen und Außenminister (Rat der Außenbeziehungen)                                                  |      |
| 15.04.2025              | London ( Vereinigtes Königreich) | Teilnahme an der internationalen Sudan-Konferenz                                                                                            |      |
| 28.04.2025              | Bornholm ( Dänemark)             | Treffen der Außenministerinnen und Außenminister der nordischen und baltischen Staaten                                                      |      |

## Liste der am häufigsten bereisten Länder (mindestens zwei Reisen)
Die Zählung geht aus der obigen Liste hervor. Bei gleicher Platzierung (gleicher Anzahl) ist die Reihenfolge alphabetisch.
| Platz | Land                         | Anzahl der Besuche | Anmerkungen                                                      |
| ----- | ---------------------------- | ------------------ | ---------------------------------------------------------------- |
| 1     | Belgien                      | 27                 | Reisen im Rahmen von EU- oder NATO-Treffen in Brüssel            |
| 2     | Frankreich                   | 18                 | Davon zwei vorrangig aufgrund von EU-Treffen                     |
| 3     | Vereinigte Staaten           | 12                 | Davon neun vorrangig aufgrund von UN-Veranstaltungen in New York |
| 4     | Ukraine                      | 11                 |                                                                  |
| 5     | Israel                       | 9                  |                                                                  |
| 6     | Ägypten                      | 6                  | Davon ein Besuch aufgrund der UN-Klimakonferenz                  |
| 6     | Luxemburg                    | 6                  | EU-Treffen                                                       |
| 6     | Palästina                    | 6                  |                                                                  |
| 6     | Polen                        | 6                  |                                                                  |
| 6     | Saudi-Arabien                | 6                  |                                                                  |
| 11    | Libanon                      | 5                  |                                                                  |
| 12    | Japan                        | 4                  |                                                                  |
| 12    | Jordanien                    | 4                  |                                                                  |
| 12    | Moldau                       | 4                  |                                                                  |
| 12    | Schweiz                      | 4                  | Drei Besuche aufgrund von UN-Veranstaltungen in Genf             |
| 12    | Tschechien                   | 4                  |                                                                  |
| 12    | Vereinigtes Königreich       | 4                  |                                                                  |
| 18    | Indien                       | 3                  |                                                                  |
| 18    | Italien                      | 3                  |                                                                  |
| 18    | Schweden                     | 3                  |                                                                  |
| 18    | Spanien                      | 3                  |                                                                  |
| 18    | Türkei                       | 3                  |                                                                  |
| 18    | Vereinigte Arabische Emirate | 3                  | Davon ein Besuch aufgrund der UN-Klimakonferenz                  |
| 24    | Armenien                     | 2                  |                                                                  |
| 24    | Aserbaidschan                | 2                  | Davon ein Besuch vorrangig aufgrund der UN-Klimakonferenz        |
| 24    | Bosnien und Herzegowina      | 2                  |                                                                  |
| 24    | Brasilien                    | 2                  |                                                                  |
| 24    | Volksrepublik China          | 2                  |                                                                  |
| 24    | Dänemark                     | 2                  |                                                                  |
| 24    | Finnland                     | 2                  |                                                                  |
| 24    | Kanada                       | 2                  |                                                                  |
| 24    | Litauen                      | 2                  |                                                                  |
| 24    | Niederlande                  | 2                  |                                                                  |
| 24    | Nordmazedonien               | 2                  |                                                                  |
| 24    | Österreich                   | 2                  |                                                                  |
| 24    | Rumänien                     | 2                  |                                                                  |
| 24    | Syrien                       | 2                  |                                                                  |